# Memorial Aeroespacial Brasileiro
Memorial Aeroespacial Brasileiro (MAB) é um museu brasileiro localizado no município de São José dos Campos, estado de São Paulo. Foi criado em 2004 pelo DCTA - Departamento de Ciência e Tecnologia Aeroespacial (antigo CTA), com o objetivo de preservar a história da indústria aeroespacial do Brasil.

## Espaços
O MAB, que fica defronte ao Aeroporto de São José dos Campos e da principal unidade da Embraer, terceira maior fabricante de aeronaves do mundo e que nasceu dentro do DCTA, está instalado numa área de 75 mil metros quadrados que preserva a fauna e a flora existentes no campus. Abriga, além do salão de exposição, auditório com capacidade para 120 pessoas. Também estão disponíveis no local estacionamento e uma área para alimentação com vista para o lago.
Seu acervo está disposto em vários ambientes.

### Ambiente ensino
Conta com algumas curiosidades de 1950, como o primeiro aparelho de fax utilizado pelo Instituto Tecnológico de Aeronáutica (ITA), e painéis que mostram a história do instituto.

### Ambiente aeronáutica
O Ambiente Aeronáutica expõe as primeiras e as principais pesquisas do DCTA, incluindo motores, motor a álcool (veículo Dodge Polara, primeiro veículo à metanol do Brasil), e maquetes de ensaio em túnel de vento.
O segundo protótipo do Bandeirante, primeiro avião desenvolvido e fabricado no Brasil, e um painel dedicado ao tenente-brigadeiro-do-ar Paulo Victor da Silva, considerado o precursor da indústria aeronáutica brasileira, complementam esse setor da exposição.

### Ambiente defesa
Ambiente Defesa mostra itens pesquisados e desenvolvidos pelo DCTA e pelas empresas Avibras e Mectron, representando a indústria bélica brasileira com bombas, empenas, suporte com lançadores múltiplos e mísseis.

### Ambiente espacial
O Ambiente Espacial traz maquetes dos foguetes Sonda e do VLS-1 (Veículo Lançador de Satélites), semicoifas, propulsores, tubeira e protótipo do giroscópio a fibra óptica; entre outros.

### Ambiente pesquisas associadas
O Ambiente Pesquisas Associadas expõe as pesquisas de ponta realizadas pelos institutos do DCTA, como o protótipo de urna eletrônica em funcionamento nas eleições.
O espaço marechal-do-ar Casimiro Montenegro Filho homenageia o fundador do então CTA e do ITA. No local, estão expostos o acervo pessoal do marechal, doado pela família, e um painel com fotos e textos que retratam um pouco de sua vida.

### Área de exposição externa
Na área de exposição externa estão aeronaves de fabricação nacional e réplicas dos foguetes do Programa Espacial Brasileiro, entre os quais, em escala natural, o VLS (Veículo Lançador de Satélites), os aviões EMB 110 Bandeirante, EMB 120 Brasília, CBA-123 Vector, Emb-121 Xingu, Embraer 312 Super Tucano e o jato de ataque ítalo-brasileiro AMX

## Galeria

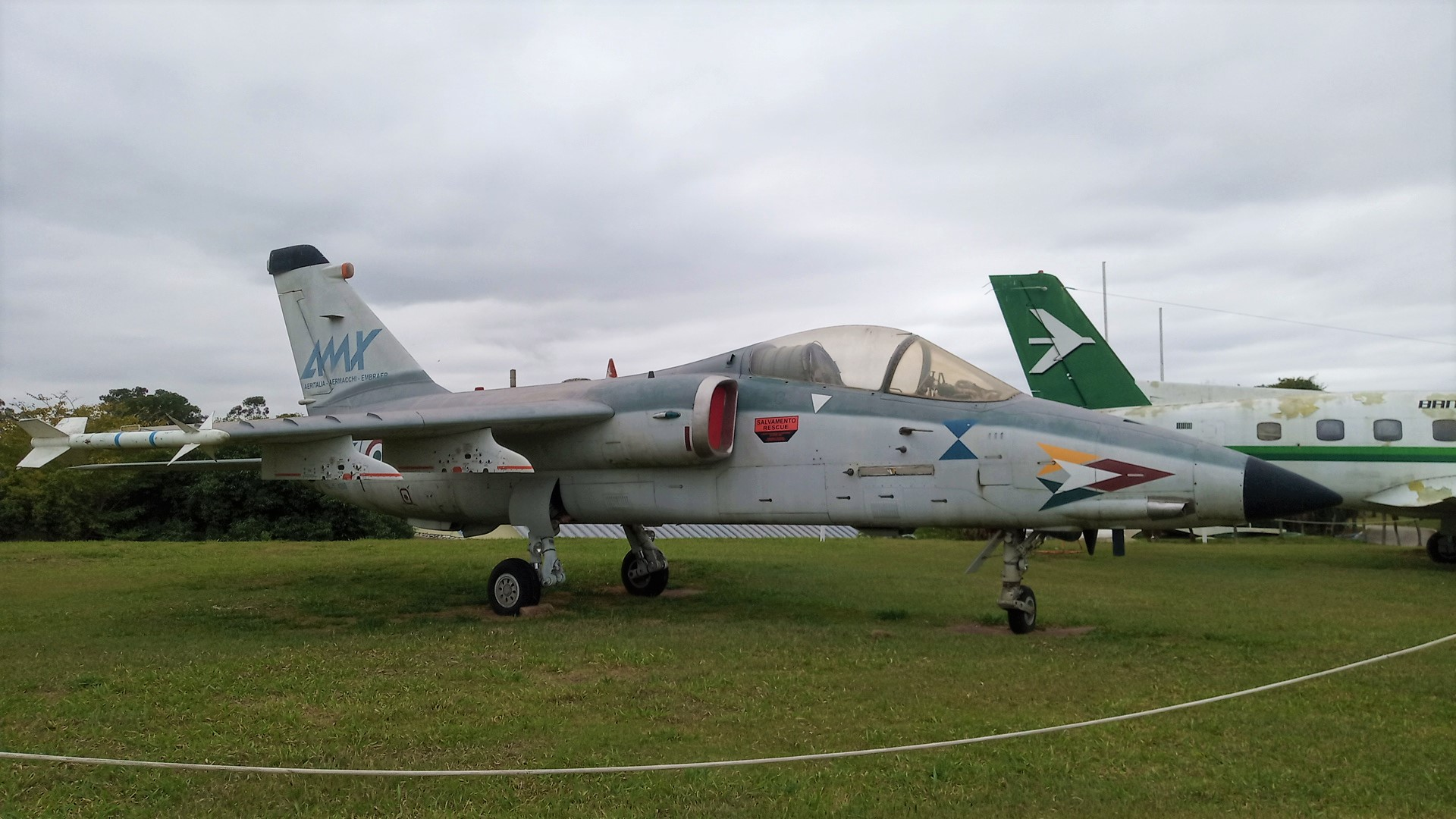
Primeiro protótipo do AMX A-1 fabricado no Brasil
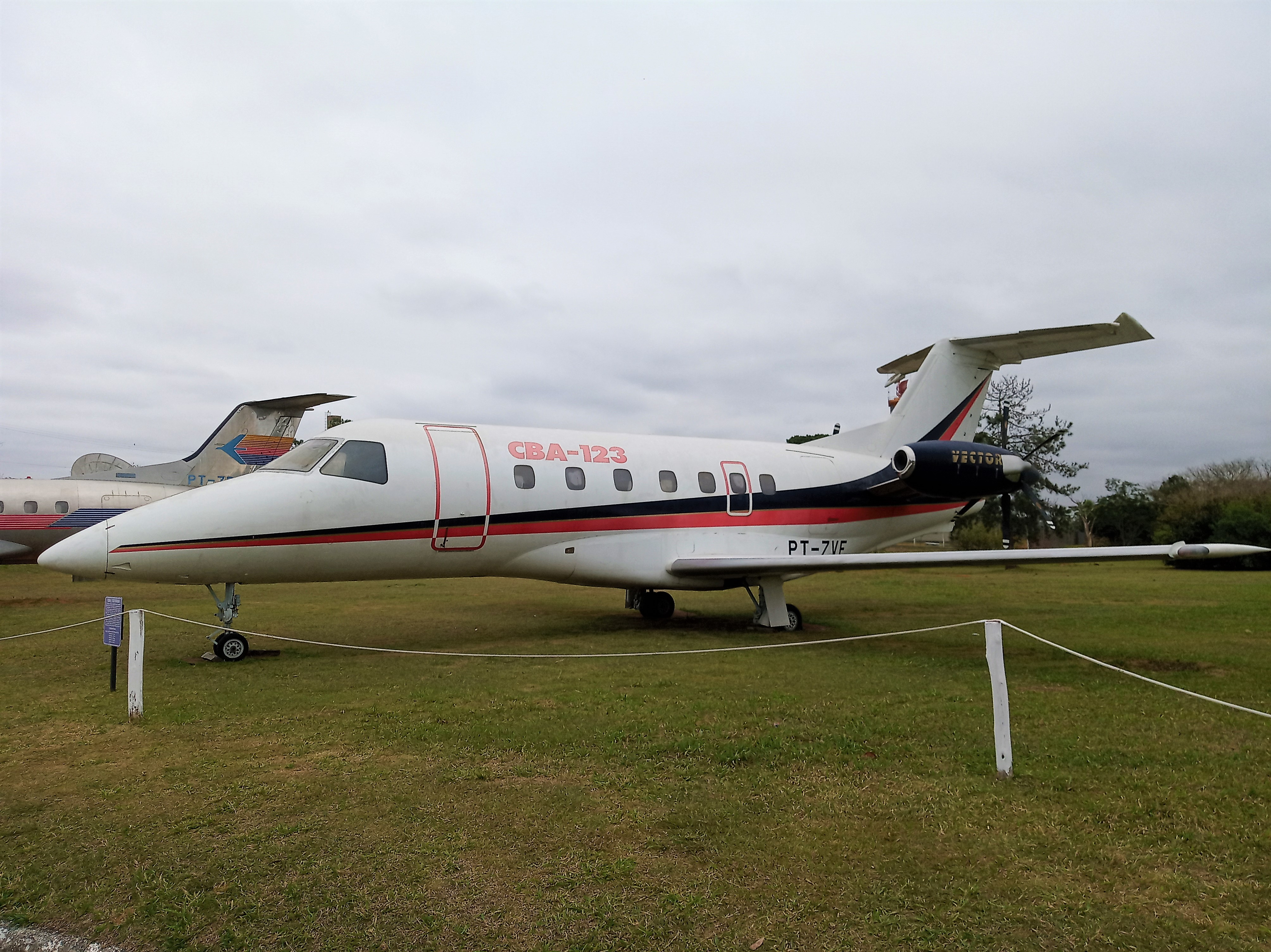
Protótipo restaurado do Embraer CBA-123 Vector
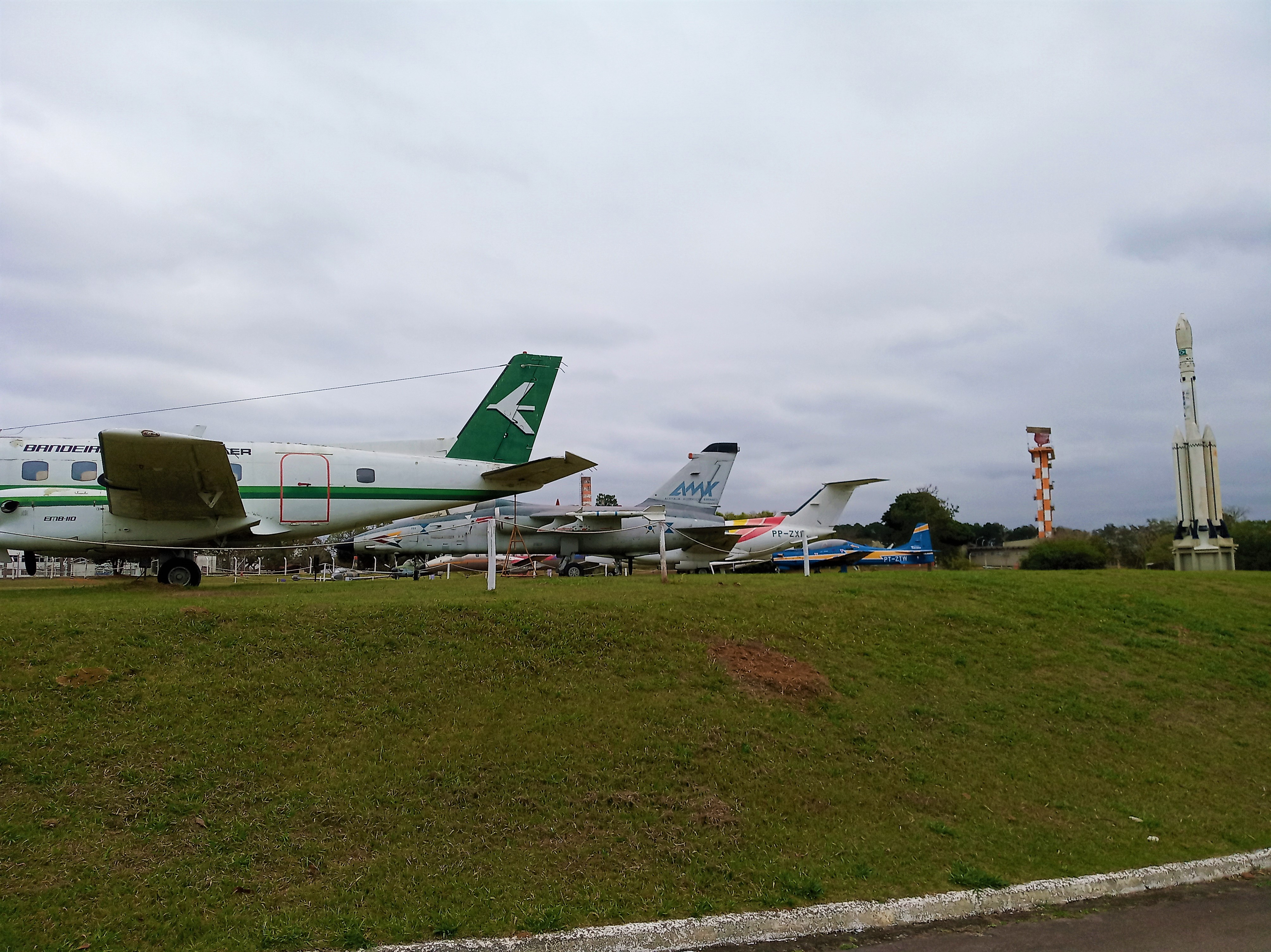
Visão geral das aeronaves no pátio do memorial, ao fundo, a réplica do VLS-1 e o radar do Aeroporto de São José dos Campos
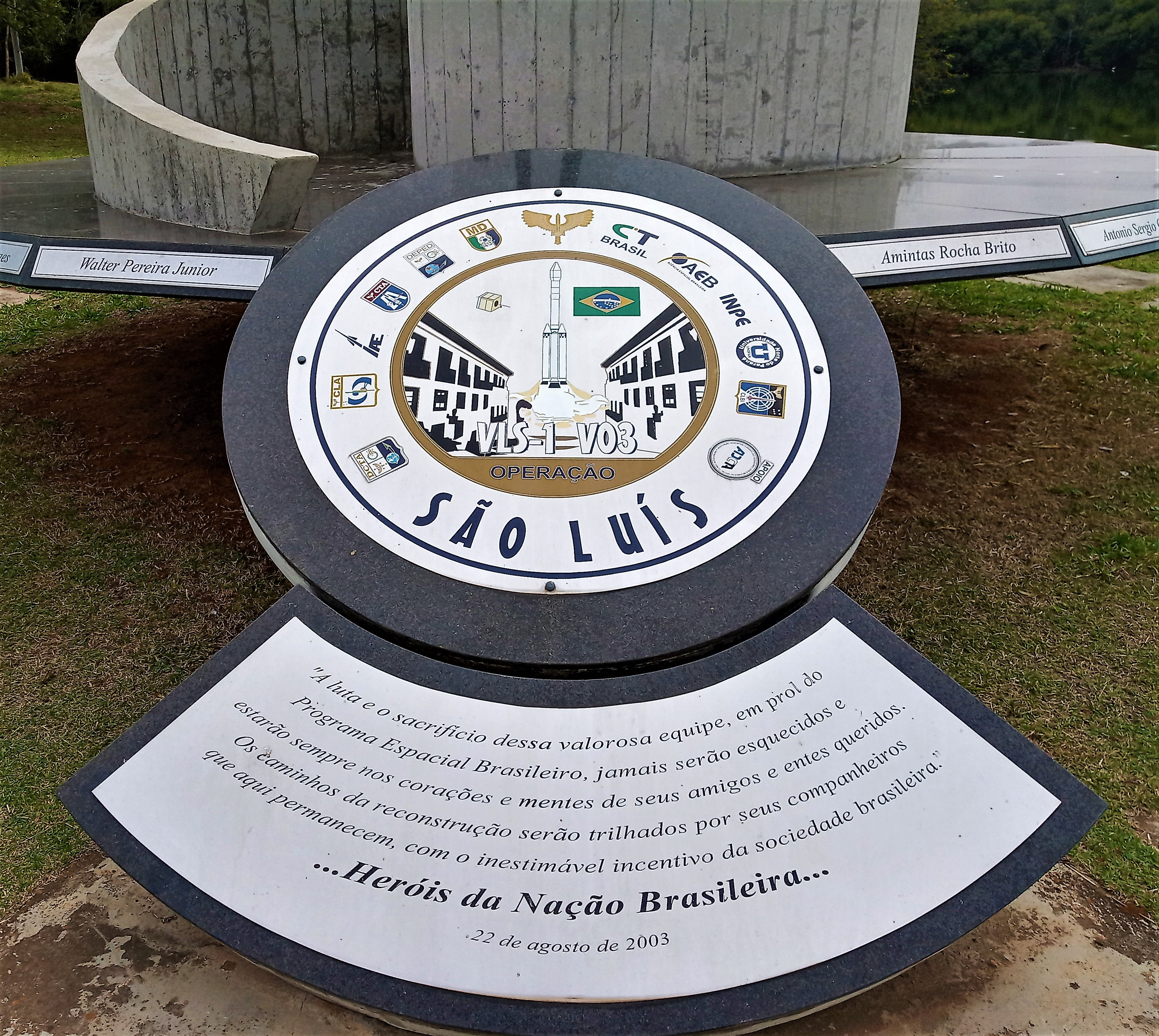
Placa em homenagem aos 21 mortos no acidente de Alcântara em 2003
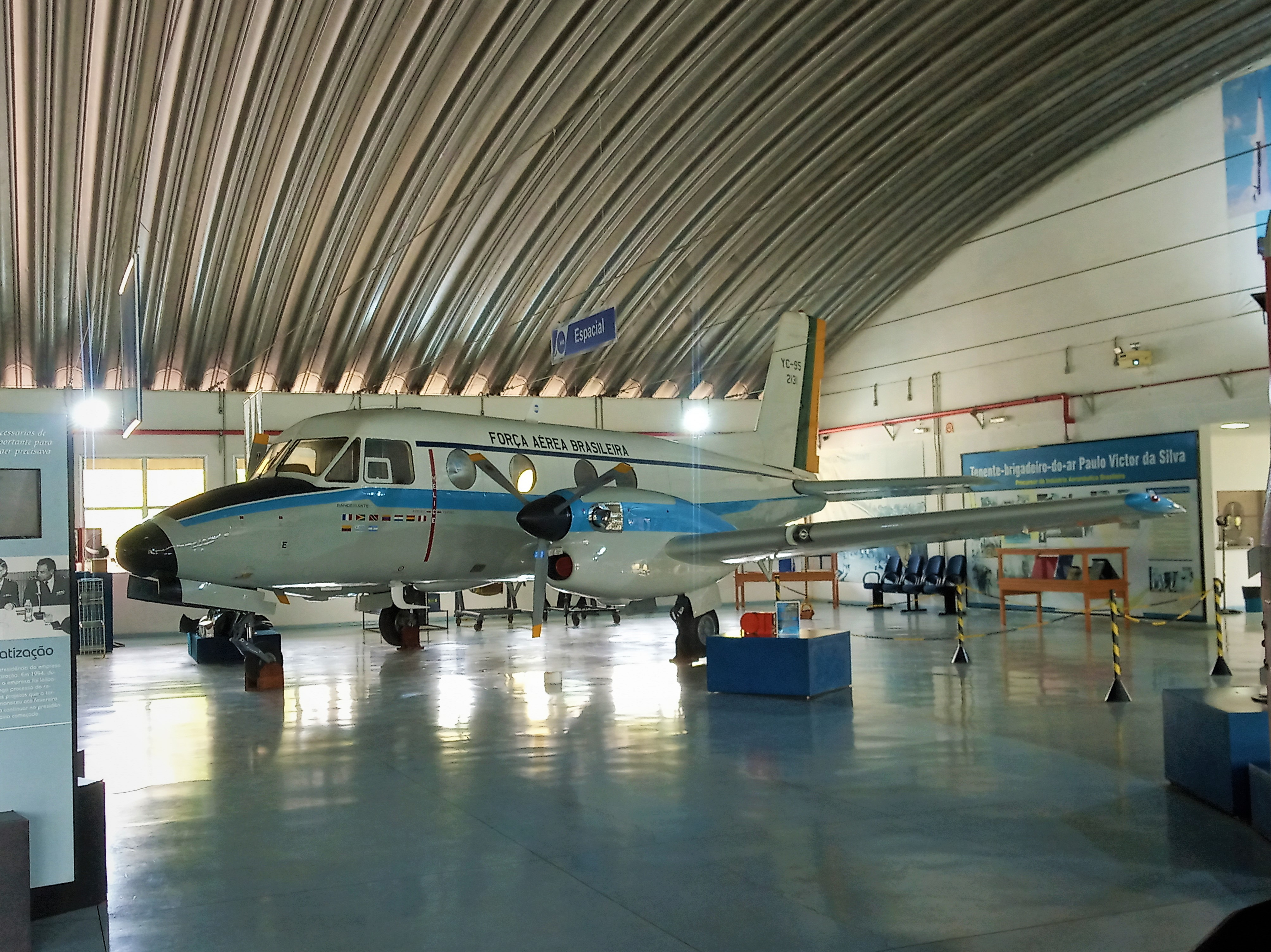
Um dos primeiros Embraer EMB 110 Bandeirante fabricados

## Ligações Externas
- Memorial Aeroespacial Brasileiro
- DCTA